# Euselenops
Euselenops is een geslacht van weekdieren uit de klasse van de Gastropoda (slakken).

## Soorten
- Euselenops luniceps (Cuvier, 1816)